# علی عطوی
علی عطوی (انگلیسی: Ali Attoui؛ زادهٔ ۲۱ ژانویهٔ ۱۹۴۲) بازیکن فوتبال اهل الجزایر است.
وی همچنین در تیم ملی فوتبال الجزایر بازی کرده‌است.